# White Man (film)
White Man è un film muto del 1924 diretto da Louis J. Gasnier. La storia - che ha come interpreti principali Kenneth Harlan e Alice Joyce - è ambientata in una miniera di diamanti in Sud Africa. Segna il debutto di Clark Gable.

## Trama
Lady Pellor, una signora sudafricana, per sfuggire a un matrimonio con un uomo che non ama, persuade un aviatore a darle un passaggio in aereo. L'uomo, conosciuto con il nome di White Man (Uomo Bianco), la porta con sé nella sua casa nella jungla. Nella foresta spunta un altro Uomo Bianco - un ex cantante d'opera inseguito dalla polizia - che rapisce la donna. White Man si mette sulle loro tracce per salvare Lady Poller. Quando lui riesce a riportarla alla civiltà e lei finalmente viene a sapere chi sia veramente il suo salvatore, i due possono dichiararsi amore reciproco.

## Produzione
Prodotto dalla B.P. Schulberg Productions.

## Distribuzione
Il film venne distribuito da Al Lichtman e dalla Preferred Pictures Corporation, uscendo in sala il 1º novembre 1924. Viene considerato un film perduto.
Alias
- La folie d'une femme  (Francia)